# Мы победили! (памятник)
Памятник «Мы победили!» — памятник бойцам 902-го стрелкового полка и их помощникам верблюдам, установленный в городе Ахтубинске, Астраханской области на площади им. В. И. Ленина.

## История создания
В фильме «Фронт в тылу врага» есть такой момент: пара верблюдов тянет пушку. «Откуда верблюды?», — спрашивает один из героев. «С Баскунчака», — отвечают ему. В архивах минобороны были найдены документальные подтверждения этому факту.

### Машка и Мишка
В 1942 году немецкие войска подступали к Волге. Для подвоза боеприпасов, горючего и продуктов на фронт не хватало техники и лошадей. Нужен был транспорт для отправки раненых в госпиталь. Для этих целей было решено использовать верблюдов.
В сформированном в Астрахани 902-м стрелковом полку 248-й стрелковой дивизии девятого стрелкового корпуса «служило» почти два десятка верблюдов, но историкам удалось проследить путь лишь одной упряжки, отправившейся из прикаспийских степей на Берлин: Машки и Мишки, служивших в боевом расчете командира орудия сержанта Григория Нестерова.
Этот боевой расчёт довёл свою пушку до самого Берлина и не поменял верблюдов на технику. Примечательно, что все номера орудийного расчёта сменились 7-8 раз за войну, но эти два верблюда остались живы.
Бок о бок с людьми они прошли тысячи километров и утром 30 апреля 1945 года вошли в Берлин. Согласно полковому рапорту, боевой расчёт, в составе которого были командир, старший сержант Нестеров, наводчик Кармалюк и Мишка с Машкой, тянувшие орудие, дал один из первых залпов по Рейхстагу.
После капитуляции Германии экзотические животные оказались в центре внимания. Награждать собак, лошадей или верблюдов традиции не было, но солдаты ради шутки нацепили на грудь Машке и Мишке целый «иконостас» из немецких орденов и медалей. Невозмутимые животные спокойно отнеслись к наградам и к обрушившейся на них популярности. Спустя несколько недель после победы они были определены в московский зоопарк, где и прожили весь положенный верблюдам век.

### Создание памятника
Идея увековечить в памятнике животных, по-своему причастных к победе над фашизмом, пришла в голову местным властям Ахтубинска. Сооружение данного монумента, по их мнению, было необходимо для увеличения интереса молодежи к минувшей войне, а также добавляет райцентру индивидуальности и туристической привлекательности. Идея получила одобрение в правительстве Астраханской области.
Устанавливали его мастера, руками которых и был создан памятник, — три волгоградских скульптора Петр Солодков, Вадим Жуков и Василий Маринин.

### Торжественное открытие
Открытие памятника «Мы победили!» было приурочено к 65-летию со Дня Победы в Великой Отечественной войне 1941—1945 гг.
В церемонии открытия 8 мая 2010 года принял участие председатель правительства Астраханской области К. А. Маркелов.
Перед началом торжеств на площади Ленина глава города Аманга Алинкалеевич Нарузбаев провёл прием, на котором присутствовали командование ГЛИЦ, руководители предприятий, предприниматели, представители общественных организаций, средств массовой информации, горожане. Руководитель городского муниципалитета поблагодарил их за весомый вклад и помощь в подготовке к юбилею Победы и вручил им Благодарственные письма и нагрудные знаки.
Отдавая дань павшим, собравшиеся почтили их память минутой молчания. Особую торжественность моменту придал 3-кратный оружейный салют, произведенный военнослужащими Ахтубинского гарнизона.
А после этого сотни букетов легли к основанию монумента. Первыми живые цветы возложили ветераны, а затем сотни горожан.

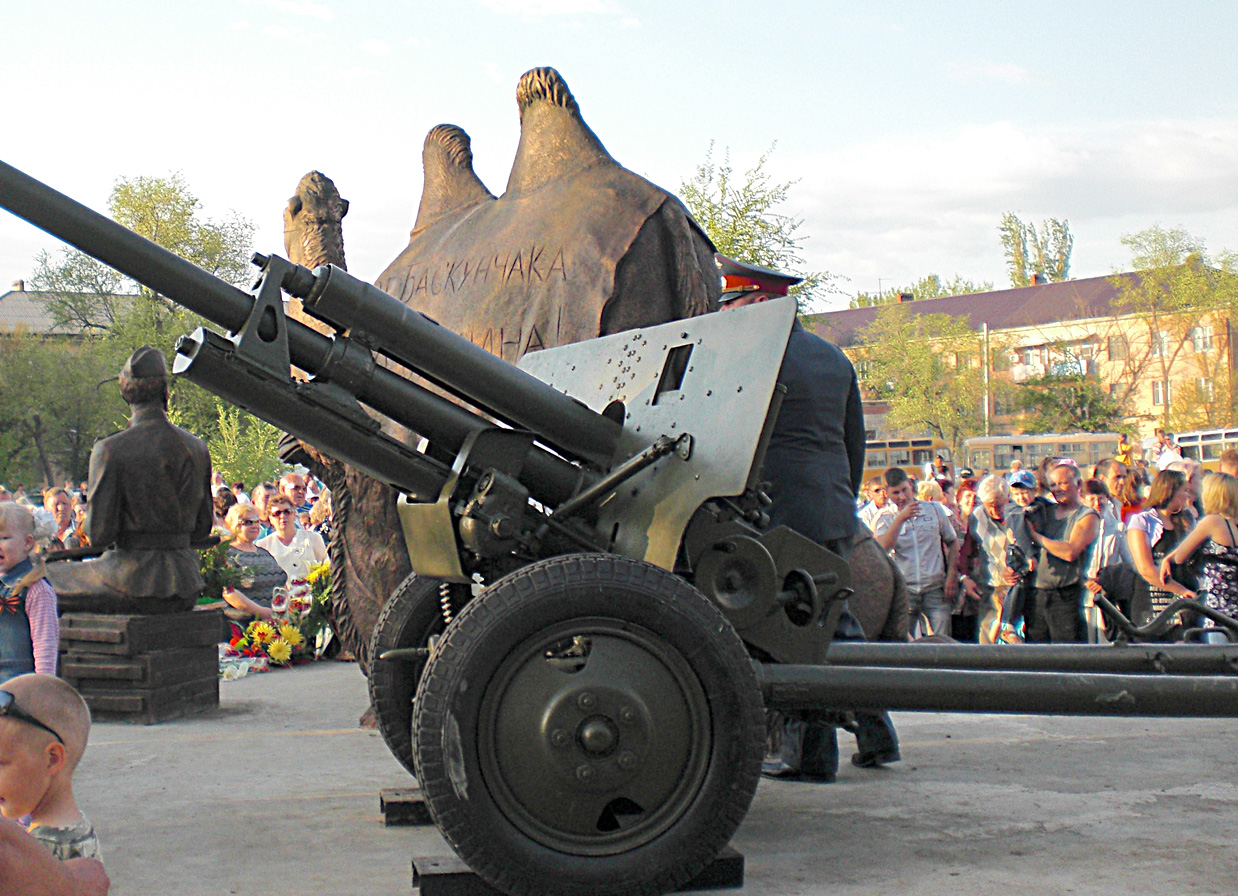
76-мм пушка ЗИС-3 — подарок Министерства Обороны

## Композиция памятника
Памятник состоит из трёх фигур размером 1,25 от натуральной величины (одной фигуры человека и двух фигур верблюдов) и 76-мм. пушки ЗИС-3, установленных на площадке размером 8200х7000х600 мм с тремя периметральными ступенями.
Фигуры:
- в центре композиции боец, присевший на ящик с боеприпасами,
- фигура стоящего верблюда Мишки, наступившего на фашистскую свастику с орлом,
- фигура лежащей верблюдицы Машки, повернувшей голову в сторону солдата.[3]

## Акция «Чистая память»
Скульптурная композиция памятника «Мы победили!» вошла в число четырёх победителей акции АиФ «Чистая память», приуроченной к 65-летию празднования Великой Победы. В подарок мэр Ахтубинска Аманга Алинкалеевич Нарузбаев получил гильзу с землей Мамаева кургана.
Цель акции была в том, чтобы привести в порядок все мемориалы, братские могилы, памятники, стелы, посвящённые победе в Великой Отечественной войне, к 9 мая 2010 года.